# フジランド
株式会社フジランド（英:FujiLand, Inc.）は、フジサンケイグループ傘下のサービス業を手掛ける企業である。フジ・メディア・ホールディングスの持分法適用関連会社。

## 概要
フジサンケイグループの社員食堂や福利厚生施設の受託運営を業とする。フジテレビ台場本社のレストラン、美ヶ原高原美術館、東名高速道路海老名サービスエリア（上り・東京方面）と常磐自動車道谷田部東パーキングエリア（水戸・いわき・仙台方面）などを手がける。海老名サービスエリア店は、フジテレビの人気番組のグッズを販売する。かつては有楽町のニッポン放送本社内でカフェテリアを営業した。また、以前は箱根町の彫刻の森美術館の隣で温泉ホテルも営業していた（現在は旅館業としては廃業しているが、施設そのものは保養所として引き続き運営されている）。

## 沿革
- 1958年9月 - 日本モテル株式会社として設立する。
- 1966年2月 - 株式会社サンケイランドと株式会社サンケイハウスの2社を吸収合併し、株式会社フジランドに社名を改称する。
- 2003年4月 - 美ケ原高原開発株式会社を吸収合併し、美ケ原高原美術館を運営する。

## 雑記
かつて放送されたバラエティ番組『ダウンタウンのごっつええ感じ』のコント『世紀末戦隊ゴレンジャイ』で、松本人志が緑色の制服に三つ編みおさげのカツラで「フジランド!」と叫びつつ登場した。またサニーさんコントでは、「フジランドのウェイトレス、なぜにあんな背が小さい？」とネタにしていた。